# Großglockner
La muntanya Großglockner (pronunciació alemanya: [ˈɡʀoːsˌɡlɔknɐ] ( escolteu-ho); en català: Grossglockner) és, amb 3798 m., la muntanya més alta d'Àustria i la major muntanya dels Alps a l'est del Pas del Brenner. Això fa que, després del Mont Blanc, sigui la segona muntanya més alta dels Alps, en mesurar-se per altura relativa.

### Panorames virtuals generats amb l'ordinador
- Nord Arxivat 2007-03-12 a Wayback Machine.
- Sud Arxivat 2007-03-12 a Wayback Machine.
- Índex